# Étienne Davignon
Pour les autres membres de la famille, voir Famille Davignon.
Le comte Étienne Davignon est un homme d'État et homme d'affaires belge né le 4 octobre 1932 à Budapest (Hongrie).

## Biographie

### Origines familiales et vie privée
Étienne Davignon, parfois appelé « Stevie Davignon » ou « Le vicomte » est issu d'une famille de diplomates.
Il est le fils du vicomte Jacques Davignon, docteur en droit, ambassadeur honoraire de S.M. le Roi des Belges et de la comtesse Jacqueline de Liedekerke, dame d'honneur de S.M. la Reine Elisabeth. Il est marié à Françoise de Cumont. Ils ont trois enfants. Il était le compagnon d'Antoinette Spaak, ancienne femme politique belge et fille de Paul-Henry Spaak.

### Formation
Il commence ses études de droit aux Facultés universitaires Saint-Louis (à Bruxelles), les poursuit à l'Université de Louvain où il obtient un doctorat. Il complète sa formation par un diplôme en économie et un baccalauréat spécial en philosophie thomiste.

### Carrière professionnelle
Ancien chef de cabinet de Paul-Henri Spaak et de Pierre Harmel de 1964 à 1969. En 1969, il devient le directeur général de la politique étrangère.
Il fut également le premier président de l’Agence internationale de l'énergie de 1974 à 1977, le vice-président de la Commission européenne de 1981 à 1985 et président de l'Institut Royal des Relations internationales. Membre du groupe Bilderberg depuis 1974, président jusqu'en 1999, puis président honoraire. 
En 1985 il entre à la Société générale de Belgique dont il devient été le président d'avril 1988 à février 2001, puis vice-président jusqu'à la fusion du 31 octobre 2003 de la Société générale de Belgique et de Tractebel. Il devint alors vice-président de Suez-Tractebel.
En 2001, il a puissamment contribué à la fondation de la compagnie aérienne belge Brussels Airlines qui a succédé à la Sabena et absorbé la compagnie Virgin Express tout en desservant 70 destinations. 
De 2003 à 2010, il fut Vice-Président de Suez-Tractebel .

### Procès pour le meurtre de Patrice Lumumba
Le 17 juin 2025, le parquet fédéral belge a requis le renvoi devant le Tribunal correctionnel de Bruxelles de Etienne Davignon, dans le cadre de l'enquête sur l'assassinat en 1961 de l’ancien Premier ministre de la République démocratique du Congo (RDC), Patrice Lumumba. Au moment de l’indépendance du Congo et de l’écartement du pouvoir de Patrice Lumumba, le diplomate stagiaire Étienne Davignon avait été envoyé dans la région par le ministère des Affaires étrangères. Déjà interrogé par la commission d’enquête parlementaire, il  n’a cessé de nier toute implication des autorités belges dans l’assassinat.

### Fonctions et mandats
- Président de la Table ronde des industriels européens (ERT), de l'AG et du CA de l'ICHEC Brussels Management School[7], de la Société générale de Belgique, Union minière du Haut Katanga (UMHK), de la Compagnie maritime belge, de la Compagnie des wagons-lits, Recticel, SN Airholding, du Palais des beaux-arts.
- Vice-président d’Accor, Arbed, Tractebel, Fortis Belgique, Umicore, Sibeka.
- Membre du conseil d'administration de Anglo American Mining, Gilead Sciences, ICI, Pechiney, Foamex, Kissinger Associates, Fiat, Suez, BASF, Solvay, Sofina, Recticel, CMB, Cumerio, Brussels Airlines, BIAC, Petrofina, Real Software.
- Président de l’Association pour l’union monétaire en Europe depuis 1991, de la Fondation Paul Henri Spaak et d'EGMONT.
- Membre de la Commission Trilatérale et de la Fondation Ditchley.
- Membre du directoire du think tank Centre for European Policy Studies. Ainsi que président de Friends of Europe, un think tank influent.
- Président du comité de direction du groupe Bilderberg de 1998 à 2010[8].

Davignon a présidé le Forum des entreprises pour le multilinguisme, un document qui analyse le rapport entre les compétences linguistiques, la compétitivité économique et professionnelle dans un monde globalisé. Le document passe en revue, de façon détaillée, tous les éléments nécessaires pour aider une entreprise à accéder à de nouveaux marchés et à de nouveaux contrats d'affaires. Le document a été élaboré à partir des rapports de recherche, des études de cas, des interviews et de l'expérience personnelle des membres du Forum.

### Distinctions
- En 2004, le roi Albert II lui a conféré le titre de ministre d'État[10]
- Le roi Philippe lui accorde le titre de comte transmissible à tous ses descendants en 2018[1].
- Grand-Croix de l'Ordre de Léopold II, Commandeur de l'Ordre de la Couronne (Belgique)[1]
- Grand Officier de la Légion d'Honneur (France), Grand-Croix de l'Ordre du Mérite (Luxembourg), Grand-Croix de l'Ordre d'Isabelle la Catholique (Espagne), Grand-Croix de l'Ordre Al Mérito (Chili), Grand Officier de l'Ordre de la République (Tunisie), Grand Officier de l'Ordre de Saint Grégoire le Grand (Saint Siège), Grand Officier de l'Ordre de la Couronne de Chêne (Luxembourg), Grand Officier de l'Ordre du Dannebrog (Danemark), Grand Officier de l'Ordre du Lion (Finlande), Grand Officier de l'Ordre de l'Aigle aztèque (Mexique), Grand Officier de l'Ordre du Cèdre (Liban), Grand Officier de l'Ordre de la Valeur (Cameroun), Grand Officier de l'Ordre du Mérite (Autriche), Grand Officier de l'Ordre du Mérite (Allemagne), Grand Officier de l'Ordre du Drapeau (Yougoslavie), Grand Officier de l'Ordre du Mérite (Italie), Grand Officier de l'Ordre du Soleil Levant (Japon), Grand Officier de l'Ordre Bintang Jasa Utama (Indonésie), Grand Officier de l'Ordre d'Al Istikal (Jordanie)[1],[11]
- Commandeur de l'Ordre de la Couronne (Thaïlande), Commandeur de l'Ordre de Saint Olav (Norvège), Commandeur de l'Ordre National de la Côte d'Ivoire, Commandeur de l'Ordre du Léopard (Zaïre), Commandeur de l'Ordre de l'Etoile polaire (Suède), Commandeur de l'Ordre d'Orange-Nassau (Pays-Bas), Commandeur de l'Ordre du Ouissam Alaouite (Maroc), Commandeur de l'Ordre National du Zaïre, Commandeur de l'Ordre Tudor Vladimirescu (Roumanie)[1],[11].
- Officier de l'Ordre du Phénix (Grèce), Officier de l'Ordre des Saint Michel et Saint George (Grande Bretagne)[1],[11].

### Lectures approfondies
- Ginette Kurgan et Erik Buyst, 100 grands patrons du XXe siècle en Belgique, Alain Renier éditeur, Bruxelles, 1999, p. 56-59.
- Koerner, Deutsche Geschlechterbuch - Burgerlische Familien, Hamburger Geschlechterbuch, sub verbo Davignon, édition Starke, Görlitz, 1914.